# Wind Dancer (album)
Wind Dancer è un album discografico a nome di Terry Dolan/Terry & the Pirates, pubblicato dall'etichetta discografica tedesca Rag Baby Records nel 1981.

## Tracce
Lato A
Testi e musiche di Terry Dolan.
1. Country Plow – 5:05 – Registrato nel novembre 1975 al Fantasy Records di Berkeley, California
2. The Beginning – 3:50 – Registrato nel novembre 1975 al Fantasy Records di Berkeley, California
3. Something to Lose – 4:06 – Registrato nel novembre 1975 al Fantasy Records di Berkeley, California
4. Poetrain – 5:15 – Registrato nel novembre 1975 al Fantasy Records di Berkeley, California

Lato B
Testi e musiche di Terry Dolan.
1. Heartbeatin' Away – 4:02 – Registrato nel maggio 1977 al Different Fur Music di San Francisco, California
2. True Medicine – 3:57 – Registrato nel maggio 1977 al Different Fur Music di San Francisco, California
3. Shadow of the Buffalo – 3:03 – Registrato nel maggio 1977 al Different Fur Music di San Francisco, California
4. Montana Eyes – 4:25 – Registrato nel maggio 1977 al Different Fur Music di San Francisco, California

## Musicisti
Country Plow / The Beginning / Something to Lose / Poetrain
- Terry Dolan - voce, chitarra acustica
- Gregg Douglass - chitarra solista, chitarra ritmica
- John Cipollina - chitarre
- Lonnie Turner - basso
- Andrew Kirby - batteria, accompagnamento vocale - coro
- Nicky Hopkins - tastiere
- Pee Wee Ellis - sassofono (brano: Poetrain)
- Joe Goldmark - chitarra pedal steel (brano: Country Plow)

Heartbeatin' Away / True Medicine / Shadow of the Buffalo / Montana Eyes
- Terry Dolan - voce, chitarra acustica
- Greg Douglass - chitarra solista, chitarra ritmica
- John Cipollina - chitarra solista
- David Hayes - basso, voce
- Jeff Myer - batteria, percussioni
- Nicky Hopkins - tastiere
- Pam Tillis - accompagnamento vocale - coro (brani: Heartbeatin' Away e Montana Eyes)
- Rowan Brothers - accompagnamento vocale - coro (brani: Heartbeatin' Away e Montana Eyes)
- Dallas Williams - accompagnamento vocale - coro (brani: Heartbeatin' Away e Montana Eyes)
- David Hayes - accompagnamento vocale - coro (brani: Heartbeatin' Away e Montana Eyes)
- Jarrett Washington - sintetizzatore
- Bob Yance - flauto
- Billy Saunders - chitarra (brano: True Medicine)
- Joe Goldmark - chitarra pedal steel

Note aggiuntive
- Terry Dolan, Peter Morgan, Greg Douglass, John Cipollina e Jim Stern - Produttori
- Registrazioni effettuate nel novembre 1975 al Fantasy Records di Berkeley (LP, lato A), CA e nel maggio 1977 al Different Fur Music di San Francisco, CA (LP lato B)
- Star Harthern e Mark Jacobsen - cover art
- Ringraziamenti speciali a: Peter Morgan, Billbelmont, Mark Jacobsen, Zohn Artman e Angie Dolan
- Scura Louis - fotografia retrocopertina album
- John Cipollina - calligrafia album
- Mark Jacobsen - grafica, design album[2]